# El Amapal (västra Sinaloa kommun)
El Amapal är en ort i Mexiko.   Den ligger i kommunen Sinaloa och delstaten Sinaloa, i den västra delen av landet, 1 200 km nordväst om huvudstaden Mexico City. El Amapal ligger 26 meter över havet och antalet invånare är 378.
Terrängen runt El Amapal är platt. Runt El Amapal är det ganska tätbefolkat, med 100 invånare per kvadratkilometer. Närmaste större samhälle är Adolfo Ruíz Cortínes, 9,8 km söder om El Amapal. Trakten runt El Amapal består till största delen av jordbruksmark.